# Trai Turner
Trai Denzell Turner (* 14. Juni 1993 in New Orleans, Louisiana) ist ein US-amerikanischer American-Football-Spieler in der National Football League (NFL). Er spielte zuletzt für die New Orleans Saints als Guard. Zuvor stand er von 2014 bis 2019 bei den Carolina Panthers und anschließend bei den Los Angeles Chargers, den Pittsburgh Steelers und den Washington Commanders unter Vertrag.

## College
Turner besuchte die Louisiana State University (LSU) und spielte für deren Mannschaft, die Tigers, College Football.

## NFL
Nach nur zwei Saisons und 25 Spielen für die Tigers entschloss er sich, am NFL Draft 2014 teilzunehmen. Er wurde in der 3. Runde als insgesamt 92. Spieler von den Carolina Panthers ausgewählt und konnte sich sofort etablieren. Nach vier Partien wurde er Starter auf der Position des rechten Offensive Guards. Während seines Rookiejahrs musste er drei Spiele lang verletzungsbedingt pausieren.
2015 konnte er sein hohes Niveau halten, so wurde er nicht nur vom Fachportal Pro Football Focus, das alle Spieler statistisch erfasst, als viertbester Guard der gesamten Liga geführt, sondern auch erstmals in den Pro Bowl berufen. Darüber hinaus konnte er mit den Panthers den Super Bowl 50 erreichen, der aber gegen die Denver Broncos verloren ging.
Am 4. März 2020 einigten sich die Panthers mit den Los Angeles Chargers auf einen Spielertausch von Turner gegen den Offensive Tackle Russell Okung. In der Saison 2020 kam Turner verletzungsbedingt nur in neun Spielen zum Einsatz. Nach der Saison entließen die Chargers Turner, um Cap Space zu sparen.
Am 25. Juni 2021 nahmen die Pittsburgh Steelers Turner unter Vertrag.
Im Mai 2022 schloss Turner sich den Washington Commanders an.
Im Juli 2023 unterschrieb Turner einen Einjahresvertrag bei den New Orleans Saints. Er zog sich wenige Tage später im Training eine Quadricepsverletzung zu und fiel daher für die gesamte Saison 2023 aus.